# 來瑱
來瑱（？—763年），邠州（今陕西彬县）永壽人。唐朝節度使。
其父來曜於開元末任持節磧西副大使。來瑱自小隨父征戰，因功升为殿中侍御史、北庭行军司马。天宝中期官至赞善大夫，左拾遗张镐荐其才幹，任为颍川（今河南許昌）太守。
安史之乱爆发后，堅守颍川，安祿山軍多次攻潁川，無法攻克，皆畏之，称之“来嚼铁”。因功升防御使、河南淮南游弈招讨使，乾元二年，官至山南東道節度使。上元二年春天，击破史思明於鲁山，再戰於汝州，又大破之。因功自傲，行军司马裴奰獻計稱：“瑱善謀而勇，恐後難制，即除之，可一戰禽也。”
後召入京任兵部尚書、同中书门下平章事，充山陵使。宦官骠骑大将军兼内侍监程元振與來瑱不和，當初來瑱鎮守襄陽時，程元振曾求他辦事，遭到拒絕。程元振懷恨在心，唆使王仲升誣其與賊通謀，荆南节度使吕諲也说来瑱收揽人心恐怕久后难制，导致来瑱辖下四个州被另置观察使，辖区只剩六个州。而来瑱也记恨王仲升，在王仲升被史朝义将谢钦让围攻数月时不救，于是王仲升兵败被俘。廣德元年（763年）正月，被流放播州（今貴州遵義），流放途中賜死於鄠縣，籍沒其家。來瑱冤死，藩鎮無不痛恨元振。杜甫有詩曰：“来瑱赐自尽，气豪直阻兵”。其餘部由襄州右兵馬使梁崇義統領。

## 延伸阅读
[在维基数据编辑]
 《舊唐書/卷114》，出自刘昫《舊唐書》
 《新唐書/卷144》，出自《新唐書》